# الوعل اليمني
====الوعل الجبلي النوبي في اليمن هو أحد الحيوانات البرية النادرة التي تستوطن المناطق الجبلية الوعرة في البلاد، ويُعد من أبرز رموز الحياة الفطرية في اليمن. يعيش هذا الحيوان بشكل رئيسي في سلاسل الجبال المرتفعة مثل جبال حضرموت، المهرة، وسلسلة جبال البهرة في محافظة شبوة، ويتميز بقدرته الفائقة على التسلق والتكيّف مع البيئة الجبلية القاسية. يُعرف الوعل الجبلي محليًا باسم "الطُهر" أو "البدن"، ويتميز بقرونه الطويلة المقوسة وشكله المتين.====
يُعد الوعل الجبلي 
جزءًا مهمًا من التراث الطبيعي والثقافي في اليمن، وقد ظهرت نقوش صخرية قديمة في مناطق مختلفة من البلاد توثق وجوده منذ آلاف السنين، ما يعكس أهميته في حياة الإنسان اليمني القديم. ومع ذلك، فإن هذا النوع يواجه اليوم خطر الانقراض نتيجة الصيد الجائر، وتدمير مواطنه الطبيعية، وغياب برامج الحماية الفعّالة، مما دفع بعض الجهات البيئية إلى إطلاق حملات توعية ومبادرات محلية لحماية هذا الكائن النادر والحفاظ عليه كرمز للتنوع البيئي في اليمن.
التوزيع الجغرافي في اليمن
يتواجد الوعل النوبي في مناطق جبلية وعرة جنوب وغرب اليمن، خصوصًا في سلاسل جبال:
جبال حراز
جبال رداع
جبال سقطرى
جبال صعدة
جبال صرواح مأرب
جبال بني ضبيان صنعاء
جبال خولان الطيال الجبل
محميات برع، عتمة، وبُرَع الطبيعية

تتميز هذه المناطق ببيئة جبلية حادة الانحدار وكهوف ومغارات توفر له مأوى من حرارة الشمس والحيوانات المفترسة.
الصفات الشكلية
حجم متوسط. 
قرون طويلة منحنية إلى الخلف.
لون الجسم بني فاتح يميل إلى الرملي.
الذكور تمتلك لحية وقرون أطول وأكثر تحدبًا.

السلوك والنظام البيئي
نهاري النشاط، ويخرج غالبًا في الصباح الباكر وعند الغروب.
يتغذى على الأعشاب، الشجيرات، والنباتات الصحراوية.
يتسم بالقدرة على التسلق في بيئات صخرية حادة.
يشكل مجموعات صغيرة، لكن الذكور تعيش غالبًا منفردة خارج موسم التزاوج.

الوضع البيئي والتهديدات
يصنف الوعل النوبي ضمن الأنواع المهددة بالانقراض في القائمة الحمراء للاتحاد الدولي لصون الطبيعة (IUCN)، وذلك نتيجة:
الصيد الجائر.
فقدان الموائل بسبب الزحف العمراني والرعي الجائر.
شح المياه والتصحر.
غياب الوعي البيئي وضعف القوانين الحامية.

جهود الحماية في اليمن
إعلان بعض المناطق محميات طبيعية مثل محمية برع ومحمية عتمة.
تنفيذ حملات توعية بيئية.
جهود محلية من المجتمعات لحماية الأنواع النادرة.المحميات الطبيعية في اليمن

في الثقافة المحلية
يرتبط الوعل النوبي في اليمن برموز القوة والحرية والقدرة على البقاء. كما يظهر في النقوش الصخرية القديمة التي تعود إلى آلاف السنين، مما ي
دل على قدم العلاقة بين الإنسان اليمني وهذا الحيوان.